# Malvastrum spiciflorum
Malvastrum spiciflorum là một loài thực vật có hoa trong họ Cẩm quỳ. Loài này được (Hassl.) Krapov. mô tả khoa học đầu tiên năm 1954.